# Вісляни

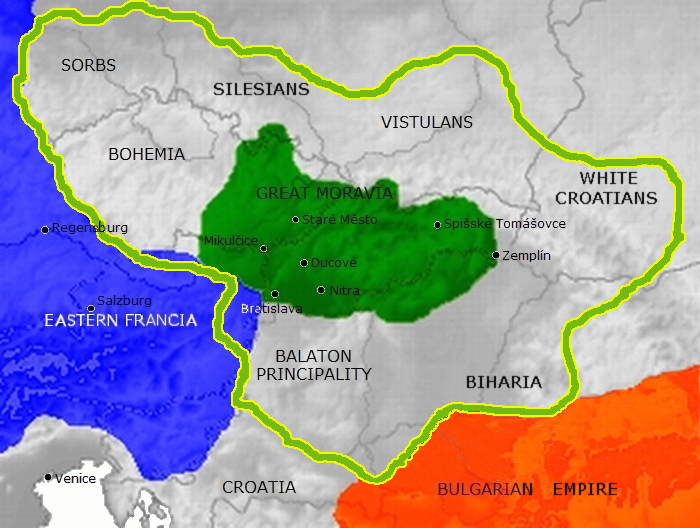
Вісляни (Vistulans) в складі Великої Моравії (позначені на півночі) в часи великоморавських князів Ростислава і Святополка I.

Вісляни (пол. Wiślanie) — західнослов'янське плем'я, яке жило щонайменш з VII ст. в Малопольщі. В IX ст. вісляни створили племінну державу з центрами в Кракові, Сандомирі та Страдуві. Наприкінці століття були підкорені королем Великоморавії Святополком I і були примушені прийняти хрещення. В X ст. землі віслян були завойовані західними полянами й включені до складу Польщі.